# Zsolnai zsinat
Az ún. Zsolnai zsinat 1610. március 28-30. között ülésezett Zsolnán. Jelentősége abban áll, hogy először hozott egységes egyházigazgatási törvényeket egy teljes országrész (tíz északnyugat-magyarországi vármegye) evangélikus gyülekezetei számára.
1606-ban Bocskai István és Rudolf magyar király között megszületett a bécsi béke, mely biztosította a magyar rendi jogokat és a vallásszabadságot.
Thurzó György nádor és Láni Illés nagybiccsei lelkész 1610 márciusában összehívott zsinat teremtette meg a Magyar Királyság területén az ágostai evangélikus felekezetűek első egyházszervezetét, létrehozva három püspökséget, s megalkotva az egyház első törvényeit. Ezzel a gyakorlatba ültették át az 1608-as országgyűlés törvényi rendelkezéseit. Az evangélikus egyház az anyanyelvi jogokat már a 17. század elején tiszteletben tartotta, kijelölve a szlovák nyelvűek mellett, a német és a magyar közösségek szervezetét is.